# Argyra utahna
Argyra utahna är en tvåvingeart som beskrevs av Harmston 1951. Argyra utahna ingår i släktet Argyra och familjen styltflugor.
Artens utbredningsområde är Utah. Inga underarter finns listade i Catalogue of Life.